# Gunnar Lindqvist (musiker)
Gunnar Lindqvist, född 8 maj 1937 i Stockholm, död där 18 februari 2003, var en svensk jazzmusiker och musikproducent. 
Lindqvist var ledare för improvisationskollektivet G.L. Unit. Han var också verksam på EMI som producent åt  Lars Gullin, Hjördis Petterson, Bernt Rosengren, Putte Wickman och Monica Zetterlund samt grupperna Solar Plexus, Panta Rei, Energy och Storm.